# Boiga angulata
Boiga angulata este o specie de șerpi din genul Boiga, familia Colubridae, descrisă de Peters 1861. A fost clasificată de IUCN ca specie cu risc scăzut. Conform Catalogue of Life specia Boiga angulata nu are subspecii cunoscute.